# Gerard Brandon

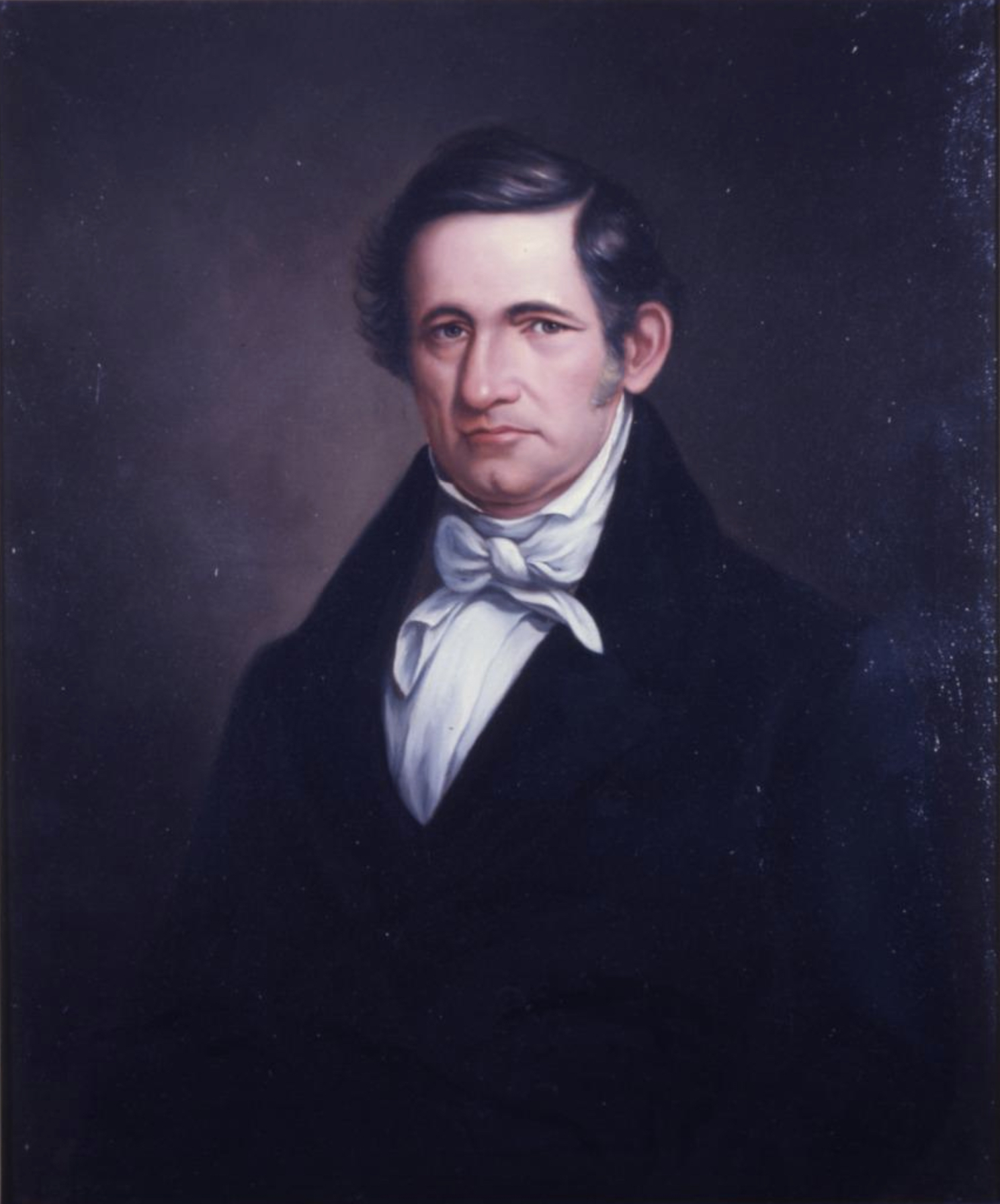
Gerard Brandon

Gerard Chittocque Brandon (* 15. September 1788 bei Natchez, spanische Kolonie Westflorida; † 28. März 1850 in Fort Adams, Mississippi) war ein US-amerikanischer Politiker. Zwischen 1825 und 1832 war er zweimal Gouverneur des Bundesstaates Mississippi.

## Frühe Jahre und politischer Aufstieg
Gerard Brandon wurde auf der Plantage seiner Eltern in der Nähe von Natchez geboren. Er studierte zunächst an der Princeton University und dann am College of William & Mary Jura. Nach seiner Zulassung als Rechtsanwalt begann er ab 1815 in Washington im heutigen Staat Mississippi in seinem neuen Beruf zu arbeiten. Außerdem war er sein Leben lang ein erfolgreicher Pflanzer auf seiner Plantage. Brandon nahm auch als Soldat am Britisch-Amerikanischen Krieg von 1812 teil. Politisch wurde er Mitglied der Demokratisch-Republikanischen Partei. Im Jahr 1817 war er Delegierter auf der verfassungsgebenden Versammlung von Mississippi und wurde Abgeordneter im Repräsentantenhaus von Mississippi. Im Jahr 1822 war er Präsident des Hauses. Zwischen 1822 und 1825 war er Vizegouverneur seines Staates.

## Gouverneur von Mississippi
Nach dem Tod von Gouverneur Walter Leake musste Vizegouverneur Brandon dessen Amtszeit ab dem 17. November 1825 bis zum 7. Januar 1826 beenden. Nach dem Rücktritt des neu gewählten Gouverneurs David Holmes musste Brandon auch dessen Amtszeit beenden. Seine zweite Amtszeit als Gouverneur konnte er zwischen dem 25. Juli 1826 und dem 9. Januar 1832 absolvieren. In seiner Amtszeit wurden das Schulsystem und das Justizwesen des Staates verbessert. Damals wurde die erste Lizenz an eine Eisenbahngesellschaft vergeben und damit der Grundstein für das Eisenbahnzeitalter im Staat Mississippi gelegt. Auch das Straßennetz des Staates wurde erweitert. Das Wahlrecht in Mississippi wurde auf alle erwachsenen weißen Männer, unabhängig von ihrem Besitz, ausgeweitet. Damals wurde auch Land, das vormals von Indianern besiedelt war, den Weißen zugänglich gemacht. In diesen Gebieten entstanden bald große, mit Hilfe von Sklaven bewirtschaftete Baumwollplantagen. Außerdem wurden dort auch neue Verwaltungseinheiten (Countys) geschaffen. Die Indianer selbst wurden im Rahmen des Indian Removal Act im Lauf der Zeit immer weiter nach Westen umgesiedelt bzw. vertrieben.

## Weiterer Lebenslauf
Im Jahr 1832 war Gerard Brandon erneut Mitglied einer Versammlung zur Überarbeitung der Staatsverfassung. Nachdem sein Vorschlag hinsichtlich der Ernennung von Richtern abgelehnt worden war, zog er sich aus der Politik zurück. Er lebte auf seiner Plantage im Adams County. Brandon kann als klassischer Vertreter der Südstaatenaristokratie vor dem Bürgerkrieg angesehen werden. Er war zweimal verheiratet und hatte insgesamt sechs Kinder.